# Jean Dupuy (1927-2021)
Pour les articles homonymes, voir Jean Dupuy.
Jean Dupuy, né le 23 septembre 1927 à Tulle et mort le 30 juillet 2021 à son domicile de Garches, est un cadre dirigeant de la SNCF, considéré par les cheminots comme le père du TGV français.

## Biographie

### Formation et début de carrière
Il entre à Polytechnique en 1948 et en sort classé 4e. Il fait ensuite l'École des mines de Paris et entre dans le Corps des mines. 
Il passe 4 ans à servir dans l'Administration, à Saint-Etienne.

### Activités ferroviaire et développement du TGV
Il entre en 1956 à la SNCF où il reste jusqu'en 1987. Il occupe d'abord différents postes au service du matériel. Il devient directeur adjoint (1967) puis directeur (1971) du Matériel et de la Traction, directeur général adjoint (1974) puis directeur général de la SNCF (1985). Il démissionne en 1987 car il est en désaccord avec les objectifs qui lui sont fixés par le gouvernement.
De 1967 à 1987, il se consacre au développement des trains à grande vitesse. Il est épaulé par Jules Antonini, secrétaire général de la SNCF qui sensibilise le général de Gaulle et Georges Pompidou à l'intérêt du projet, ainsi que par une équipe technique brillante. Il est considéré par ses collaborateurs comme le père du TGV français, même s'il attribue lui-même modestement la paternité à Georges Pompidou.
Il se distingue comme un meneur d'hommes qui sait déléguer, mais il prend aussi lui-même différentes décisions techniques majeures concernant le TGV qui se sont avérées gagnantes, notamment celle d'avoir des rames articulées avec chaque bogie portant 2 caisses, celle de l'alimentation électrique par caténaire alors que la plupart des experts recommandaient l'utilisation de turbines à gaz, et il pousse la réalisation des  amortisseurs à « front raide »
Le 26 février 1981, il fait franchir au TGV le record de vitesse de l'époque (qui était de 331 km/h), dans une rame avec une soixantaine de journalistes. Ce jour-là, dans la cabine de pilotage du train, Jean Dupuy donne l'ordre au conducteur de dépasser la vitesse initialement prévue pour la démonstration de 360 km/h, et c'est aussi lui qui donner l'ordre de freiner à 379 km/h,. 

### Activités ultérieures
Après son départ de la SNCF, il devient président du directoire de l'Office d’annonces (ODA), une filiale du groupe Havas et de COGECOM, qui exploitait la régie publicitaire des annuaires téléphoniques avec environ 4000 employés. Il prend sa retraite le 1er juillet 1991 et cède son poste à Jean-Louis Pallu, qui fut directeur général pendant 8 ans.

### Distinctions
Commandeur de la Légion d'honneur (Décret du 13 juillet 1999)